# Cycas condaoensis
Cycas condaoensis — вид голонасінних рослин класу саговникоподібні (Cycadopsida).

## Опис
Стовбури деревовиді, до 0,2–2,5 м заввишки, 14–17 см діаметром у вузькому місці; 12–70 листків у кроні. Листки яскраво-зелені, напівглянсові, довжиною 70–175 см. Пилкові шишки вузько-яйцевиді, помаранчеві або коричневі із зеленим, завдовжки 26–31 см, 9–12 см у діаметрі. Мегаспорофіли 9–19 см завдовжки, жовто-повстяні або коричнево-повстяні (бліді). Насіння яйцеподібне, 39–43 мм завдовжки, 33–36 мм завширшки; саркотеста помаранчево-жовта, не вкрита нальотом, товщиною 4–6 мм.

## Поширення, екологія
Країни поширення: В'єтнам. Цей вид зустрічається переважно в посушливих місцях на піщаних накопиченнях, або пляжних дюнах. Росте від низьких відкритих чагарників до щільних високих чагарників або рідколісь.

## Загрози та охорона
Загрози невідомі. Рослини, швидше за все, є в Національного парку Кон Дао.